# Hemiliostraca waltersi
Hemiliostraca waltersi is een slakkensoort uit de familie van de Eulimidae. De wetenschappelijke naam van de soort is voor het eerst geldig gepubliceerd in 1955 door Laseron.